# Dothideovalsa tucumanensis
Dothideovalsa tucumanensis är en svampart som beskrevs av Speg. 1909. Dothideovalsa tucumanensis ingår i släktet Dothideovalsa och familjen Diatrypaceae.   Inga underarter finns listade i Catalogue of Life.